# 30141 Nelvenzon
30141 Nelvenzon este un asteroid din centura principală de asteroizi.

## Descriere
30141 Nelvenzon este un asteroid din centura principală de asteroizi. A fost descoperit pe 5 aprilie 2000 la Socorro, New Mexico, în cadrul proiectului LINEAR. Asteroidul prezintă o orbită caracterizată de o semiaxă mare de 2,40 ua, o excentricitate de 0,13 și o înclinație de 6,7° în raport cu ecliptica.